# Левошково
Левошково, или Чижово (Чижова) — исчезнувший посёлок Торопецкого района Тверской области. Располагался на территории Понизовского сельского поселения.

## География
Посёлок был расположен к югу от современной деревни Мартисово, в 16 километрах по прямой к северо-востоку от районного центра, города Торопец. Ближайшими населёнными пунктами являлись деревни Сушино и Дарищинка.

## История
На топографической карте Фёдора Шуберта, изданной в 1871 году посёлок обозначен под названием Чижова с тремя дворами.
В списке населённых мест Псковской губернии за 1885 год значится посёлок Чижово (Левошково). Располагался при колодце в 16 верстах от уездного города. Входил в состав Туровской волости Торопецкого уезда. Имел 2 двора и 15 жителей.
На карте РККА 1923—1941 годов обозначен посёлок Левошково. Имел 15 дворов.